# David Cooper
Pour les articles homonymes, voir Cooper.
Pour le joueur de baseball, voir David Cooper (baseball).
David Cooper (Le Cap, 11 février 1931 - Paris 15e, 29 juillet 1986) est un psychiatre sud-africain.

## Biographie
Il est né en 1931 au Cap, où il a accompli des études de médecine, et s’est installé ensuite à Londres où il a dirigé, de 1962 à 1966, l'unité expérimentale pour schizophrènes appelée "Pavillon 21". Avec ses collègues, il s'est attaché essentiellement à développer une psychiatrie existentialiste en Grande-Bretagne, dont le projet contestataire se trouve illustré par le terme même d'antipsychiatrie. En contraste à la "psychiatrie sociale" des "thérapies systémiques familiales", d'une approche écosystémique, qui s’attachent à la famille considérée comme un système social à configuration stable, l’antipsychiatrie britannique impute au modèle social capitaliste et à la culture chrétienne castratrice les effets et les causes de la maladie mentale. En effet, les premiers asiles d’aliénés étaient anglais et destinés à mettre hors circuit de jeunes aristocrates turbulents, aux mœurs libertines et dépensiers, en les enfermant pour éviter que la renommée et la fortune de leur famille fussent ternies. La dissidence soviétique était passible de prison et d’hôpital psychiatrique, qui est le nom moderne pour l’asile d’aliéné. En effet, toute déviance est, socialement et politiquement, folie et félonie. L’anglais Gregory Bateson, anthropologue, a considéré la schizophrénie comme une réponse appropriée aux paradoxes et double contrainte qui résultent en une pathologie de la communication.

### L’homme et son œuvre
David Cooper a été l'inventeur du mot « antipsychiatrie » (mot attesté pour la première fois dans son premier ouvrage Psychiatrie et antipsychiatrie, 1967, publié chez Tavistok Pub. Ltd, Grande-Bretagne) et fondateur du courant de pensée du même nom avec Ronald Laing.
David Cooper fait ses études de psychiatrie à Londres après s’être tourné vers la musique. Diplômé en 1955, il exerce dans un établissement réservé aux Noirs, à Londres. En 1962, il ouvre le pavillon 21 dans un hôpital psychiatrique londonien où il va mettre en pratique ses théories antipsychiatriques. Pour Cooper, la maladie mentale n'existe pas, et la folie est une expérience personnelle et sociale, un état modifié de conscience (EMC), un voyage. Il conteste tout classement des comportements mentaux déviants en maladie.
En 1965, il fonde l’hôpital de Kingsley Hall, plus particulièrement orienté vers la schizophrénie qu'il considère comme une "crise microsociale". Sa patiente la plus célèbre sera Mary Barnes qui relatera son expérience dans son livre "Un voyage à travers la folie". En 1967, il organise avec Gregory Bateson, Herbert Marcuse et Stokeley Carmichaël un Congrès mondial de "dialectique et libération". En 1972, il s’installe à Paris, ville dans laquelle ses théories antipsychiatriques sont favorablement accueillies (Maud Mannoni, Félix Guattari). Il meurt en 1986 à Paris.
Son œuvre est une combinaison contestataire des hôpitaux psychiatriques et du modèle social capitaliste.
La grande différence entre l'antipsychiatrie européenne et la "psychiatrie sociale des "thérapies systémiques familiales" américaine est que la première est extra-familiale et se porte sur toute la société capitaliste, perçue par elle comme totalitaire et autoritaire, où toute déviance est socialement condamnée et réprimée par l'internement psychiatrique. La psychiatrie sociale est intra-familiale, et se porte sur le théâtre de la vie familiale où chacun a à jouer son rôle selon des règles présentes et implicites.

### Méthode
Voici comme Cooper décrivait les principes utilisées au Pavillon 21 :

« 1. Mise en lumière et dénouement systématiques des schémas de communications considérés comme « schizogènes » au sein de la famille.
2. Mise en lumière et dénouement des mêmes schémas de communications tant entre patients qu’entre soignants et patients.
3. Continuité du personnel en relation avec la famille pendant et après le séjour du patient à l’hôpital.
4. Nous n’avons eu recours à aucun des prétendus traitements de choc, pas plus qu’à la lobotomie. Les patients ont reçu des doses de tranquillisants relativement faibles. Ainsi, aucun patient homme n’a reçu plus que l’équivalent de 300 mg de chlorpromazine et 25 % des patients n’ont reçu aucun tranquillisant. Moins de 50 % des femmes et 15 % des hommes ont reçu des tranquillisants pendant la période ultérieure.
[...] nous avons formé une équipe de thérapeutes sociaux, sélectionnés dans le personnel infirmier – est un thérapeute social quiconque se propose d’établir avec le patient une relation de confiance constante. Nous avons également utilisé les patients eux-mêmes comme thérapeutes sociaux.
Le thérapeute social doit être prêt à tirer parti de n’importe quelle situation pour établir une relation avec un patient. Il doit être franc et honnête à tout moment, prêt à discuter honnêtement de n’importe quel sujet, qu’il se sente ou non concerné, et à reconnaître franchement son anxiété s’il se trouve incapable de discuter d’un sujet quelconque. Cette attitude, pensons-nous, est déterminante, que ce soit en privé ou en groupe, pour dénouer les réseaux de communications mystificateurs qui enserrent le patient. »

Psychiatrie et Anti-psychiatrie, Éditions  du  Seuil, p. 171, 172, 173.

### Résultats
Cooper n'avait pas constitué de groupe témoin avant de réaliser son expérience. Cependant, il a collaboré avec une autre équipe de recherche, afin de sélectionner un groupe de schizophrènes d'une autre étude, dont les caractéristiques initiales (âge, sexe, diagnostic, etc.) étaient aussi proches que possible que celles de son groupe expérimental, et ayant ensuite été traité selon le protocole standard.
| Taux de réadmission à l'hôpital après un an | Hommes | Femmes | Total |
| ------------------------------------------- | ------ | ------ | ----- |
| Pavillon 21 (n = 42)                        | 10%    | 23%    | 17%   |
| Étude CRM (n = 374)                         | 53%    | 50%    | 52%   |

Psychiatrie et Anti-psychiatrie, Éditions  du  Seuil, p. 182-183

### Œuvres
- Le Langage de la folie, éd. du Seuil, 1978
- Une grammaire à l'usage des vivants, éd. du Seuil, 1976
- Mort de la famille, éd. du Seuil, 1972
- Psychiatrie et anti-psychiatrie, éd. du Seuil, 1970, 189 pages